# Mitreo delle Terme di Caracalla
Il mitreo delle Terme di Caracalla è il più grande di Roma e venne realizzato in uno dei corridoi sotterranei delle terme di Caracalla, presso l'esedra di nord-ovest, al quale si accede dall'esterno del recinto delle terme stesse. Benché recentemente restaurato, il mitreo è di norma chiuso al pubblico ed aperto solo in occasioni particolari. Poiché il mitreo è situato vicino alla basilica di Santa Balbina viene anche detto mitreo di Santa Balbina. 
L'ambiente è a pianta centrale, coperto da una serie di volte a crociera rette da pilastri, con due grandi banconi laterali. Il pavimento conserva ancora un motivo a fasce bianche e nere. 
Questa sala è preceduta, come al solito, da un vestibolo dal quale si accede a due ambienti, uno dei quali doveva essere usato come stalla per i tori da sacrificio. 